# Gerry Brownlee

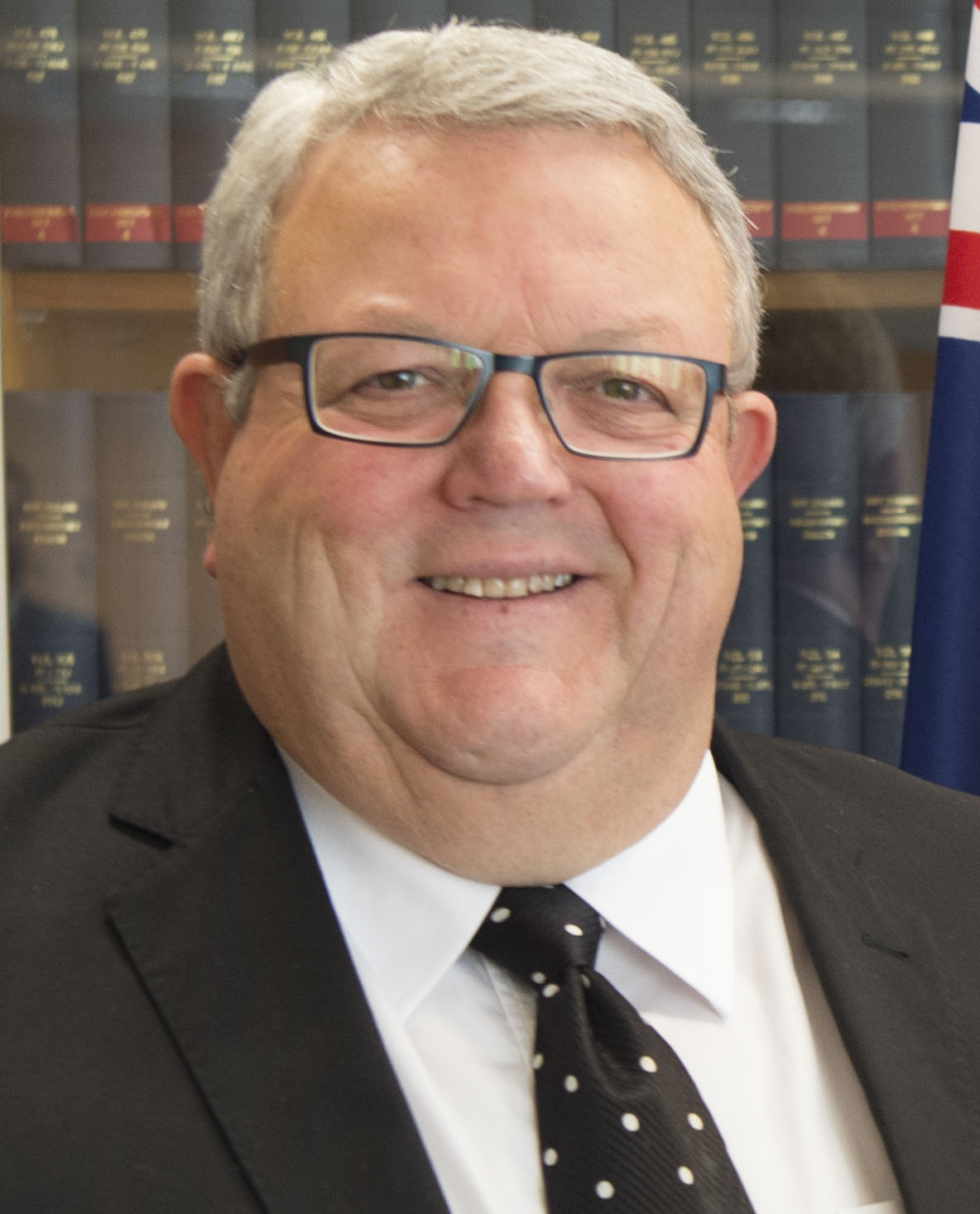
Gerry Brownlee (5. Juli 2017)

Gerard Anthony Brownlee (* 4. Februar 1956 in Christchurch, Neuseeland) ist ein Politiker der New Zealand National Party. Von Juli bis November 2020 nahm er neben Judith Collins das Amt des stellvertretenden Parteiführers seiner Partei war.

## Leben
Gerry Brownlee wurde am 4. Februar 1956 als ältester von fünf Kindern der Eheleute Mary und Leo Brownlee in Christchurch geboren. Wie schon sein Vater besuchte das St Bede's College in seiner Heimatstadt. Nach seinem Schulabgang arbeitete er in seines Vaters holzverarbeitenden Betrieb und erlernte das Handwerk eines Zimmermanns. Später ließ er sich als Lehrer ausbilden und lehrte über 12 Jahre u. a. in seinem Fach und in Māori am Ellesmere College in Leeston und danach für drei Jahre an seinem ehemaligen College.

### Zeit im Parlament
Brownlee gewann am 12. Oktober 1996 den Wahlkreis Ilam in Christchurch, den er seitdem stets erfolgreich verteidigen konnte. Während seiner Zeit im Parlament hatte er verschiedene Ministerposten unter den Premierministern John Key und Bill English inne. Im Einzelnen waren dies:
- von Nov. 2008 bis Dez. 2011 – Minister for Economic Development
- von Nov. 2008 bis Dez. 2011 – Minister for Energy and Resources

- von Sep. 2010 bis Apr. 2016 – Minister for Canterbury Earthquake Recovery

- von Dez. 2011 bis Aug. 2014 – Minister for Transport
- von Dez. 2011 bis Okt. 2017 – Minister for Earthquake Commission

- von Okt. 2014 bis Mai. 2017 – Minister for Defence

- von Apr. 2016 bis Mai. 2017 – Minister for Greater Christchurch Regeneration
- von Sep. 2016 bis Mai. 2017 – Minister for Civil Defence

- von Mai. 2017 bis Okt. 2017 – Minister for Foreign Affairs[3]